# Jon Vincent
Jon Vincent, pseudonimo di Jeffrey James Vickers (New Orleans, 17 dicembre 1962 – New York, 3 maggio 2000), è stato un attore pornografico statunitense, apparso in molti film pornografici di genere gay e eterosessuale, per case di produzione come Catalina Video, Vivid Entertainment e Falcon Entertainment.

## Biografia
Vincent era nato e cresciuto in Louisiana dove studiò alla Louisiana State University. Da giovane ebbe un'infanzia piuttosto travagliata: suo padre era un camionista che lavorava molte ore al giorno e disciplinava suo figlio con una mano pesante, mentre sua madre aveva un problema con il gioco d'azzardo e trascorreva molte ore lontana da casa. All'età di sei anni venne anche molestato sessualmente da un amico di suo padre. Prima di dedicarsi al porno era un giocatore di baseball professionista, sotto contratto con i Kansas City Royals da quando aveva solo 20 anni, ma fu licenziato quando venne coinvolto (insieme alla star Vida Blue) in un traffico di cocaina. Vincent si spostò in California dove iniziò a prostituirsi.
Poco dopo, Vincent praticò il bodybuilding e iniziò ad esibirsi nel porno con il nome di John St. Vincent, il primo film in cui apparve era The Switch Is On con Jeff Stryker. Vincent era noto per il suo corpo muscoloso e per il suo atteggiamento iper-virile. Era anche conosciuto per essere estremamente volgare con gli uomini con cui aveva un rapporto sessuale nei suoi film e per essere stato uno dei primi "Daddy" nel genere gay. Vincent era bisessuale, era stato sposato diverse volte ed era padre di un figlio nato nel 1982. Al tempo delle riprese del film Hard Knocks del 1990, Vincent era legato sentimentalmente all'attore porno Joey Stefano. Vincent posò nudo per numerose riviste pornografiche come Honcio, Advocate Men, Torso, Inches, Adonis, Stallion e Unzipped. Durante la sua carriera Vincent ha preso parte a poco meno di quaranta film porno gay, ma la sua carriera fu spesso minata dall'abuso di alcol, steroidi, cocaina, crack ed eroina. Durante i suoi ultimi mesi visse addirittura per strada. Vincent morì suicida a New York a seguito di una overdose di eroina e valium il 3 maggio 2000, pochi giorni prima di iniziare le riprese di Ten Naked Men. Vincent è sepolto con il padre in una cripta di famiglia a Baton Rouge, Louisiana.

## Filmografia
- The Switch Is On (1985) regia di John Travis
- Down for the Count (1987) regia di Scott Masters
- Switch Hitters: Part III (1988) regia di Richard Mailer
- Heavenly (1988) regia di Vincent DePaul
- Deep Inside Jon Vincent (1990) regia di Chi Chi LaRue
- Revenge: More Than I Can Take (1990) regia di n/d
- Hard Knocks (1990) regia di Chi Chi LaRue
- The Bi-Analist (1991) regia di Gino Colbert
- Bi Intruder (1991) regia di n/d
- The Big Merger (1992) regia di Derek Powers
- Lords of Leather (1993) regia di Gino Colbert
- Idol Thoughts (1993) regia di Chi Chi LaRue
- Chains of Passion (1993) regia di Gino Colbert
- Blue Collar, White Heat (1993) regia di Jim Steel
- Autobiography of a Slave (1993) regia di Gino Colbert
- Tommy Boy (1995) regia di n/d
- Aaron Austin: A Day in the Life of (1996) regia di Jim Steel
- Bad Boys (1997) regia di n/d
- Every Inch a Man (1998) regia di n/d
- The Bite (1998) regia di Chi Chi LaRue
- 9 Inch Males (2000) regia di n/d